# Марьевка (река)
Марьевка (укр. Мар'ївка) — река в Черниговском и Куликовском районах Черниговской области (Украина). Впадающая в озеро Забочь в левобережной пойме Десны.

## География
Длина — 2,3 км. Река берёт начало южнее села Боромыки (Черниговский район). Течёт на северо-запад. Впадает в озеро Забочь южнее села Боромыки (Черниговский район).
Русло сильно-извилистое с крутыми поворотами (меандрированное). Долина реки сливается с долиной Десны. В верховье река пересыхает. Озеро Забочь окружено лесом.
Пойма частично занята заболоченными участками, лугами и кустарниками, крайне мало лесов (лесополос).
Нет крупных притоков. Населённые пункты на реке отсутствуют.
Один из многочисленных водотоков в долине Десны, образованный вследствие русловых процессов (см. русловая многорукавность).